# 代西 (阿肯色州)
代西（英語：Daisy）是一個位於美國阿肯色州派克縣的城鎮。

## 地理
代西的座標為34°13′59″N 93°44′31″W / 34.23306°N 93.74194°W，而該地的平均海拔高度為189米（即620英尺）。

## 人口
根據2020年美國人口普查的數據，代西的面積為3.76平方千米，當中陸地面積為2.95平方千米，而水域面積為0.81平方千米。當地共有人口88人，而人口密度為每平方千米23人。